# Świecie (powiat brodnicki)
Świecie – wieś w Polsce położona w województwie kujawsko-pomorskim, w powiecie brodnickim, w gminie Brzozie.

## Podział administracyjny
W latach 1975–1998 miejscowość należała administracyjnie do województwa toruńskiego.

## Demografia
Według Narodowego Spisu Powszechnego (III 2011 r.) liczyło 240 mieszkańców. Jest szóstą co do wielkości miejscowością gminy Brzozie.